# Distrito de Pampachiri
El distrito de Pampachiri es uno de los 19 distritos de la provincia de Andahuaylas, ubicada en el departamento de Apurímac, bajo la administración del Gobierno regional de Apurímac, en el sur del Perú.
Desde el punto de vista jerárquico de la Iglesia católica forma parte de la Diócesis de Abancay la cual, a su vez, pertenece a la Arquidiócesis de Cusco.

## Toponimia
Se ha especulado sobre el origen del topónimo. Cerrón Palomino propone que viene de la forma hipotética *pampa-chi-ri, que sería una palabra de origen aimara que significaría 'el que allana la tierra'. El sustantivo principal pampa, presente en el quechua y el aimara, significa 'llanura'. El sufijo -chi (proveniente de -cha con cambio de vocal a /i/ debido al siguiente sufijo -ri), presente asimismo en ambas lenguas andinas, tiene una función factivo, es decir, con el significado de 'hacer X cosa'. Entonces, *pampachi- sería 'hacer como una llanura' o más simplemente 'allanar'. Finalmente, el sufijo -ri es un derivador agentivo del aimara, es decir, tiene la acepción de 'el que hace X cosa'. Así, el topónimo conjuntamente tiene el significado mencionado. Tal parece que la justificación es que nombre de lugar es un atributo del dios Huari, quien es dios de la tierra y del agua.

## Historia
Es un pueblo de ricas tradiciones históricas y culturales, teniendo todo un proceso de organización económico y social.
El distrito obtuvo la máxima distinción o categoría de Villa Pampachiri por Ley N.° 13482 de 7 de enero de 1961, conjuntamente con los distritos Chincheros, Huancaray, Huancarama, San Jerónimo, Talavera, Ocobamba y Ongoy. En el segundo gobierno de Manuel Prado Ugarteche.

## Geografía
Se encuentra localizado al sur de la provincia de Andahuaylas a 3398 m s. n. m. en la coordenada territorial 74.73 y 14.14, con un clima frígido y templado, siendo su promedio de temperatura máxima de 29 a 39 °C (día) y mínina de 0 a 11 °C (noche). Sus tierras son altas y de planicies medias, carece de quebradas cálidas, es un centro urbano que se levanta a la margen derecha del río Chicha, en una meseta frígida y atestada de pedronas donde moran vistosas vizcachas en su silvestre afán de vivir y procrear. Es la zona más alta de la provincia de Andahuaylas.

## Características geológicas y geomorfológicas
Geológicamente –a partir de los archivos vectoriales del INGEMMET– Pampachiri presenta unidades litoestratigráficas, en particular depósitos glaciares y fluvioglaciares (Q-glfl), lavas andesíticas (Qp-y), tobas ignimbritas, dacíticas y areniscas tobaceas (Np-an), calizas grises oscuras y calizas arcillosas (Kis-a/i), calizas de color gris en estratos delgados (Kis-a/m) y gruesos (Kis-a/s); y morfoestructuras volcánicas del Grupo Barroso andesitas (N-b-and), tobas-andesitas (Np-b-tband), y lavas andesíticas (NQ-y/c-tcri).
Las características geomorfológicas –según los archivos vectoriales del INRENA– han sido desarrollados a través de factores topográficos, climatológicos, estratigráficos y litológicos, los cuales forman relieves montañosos denudativos-disectados, cimas, mesetas, zonas cárcavasescarpas, colinas erosionables, contiguas y discontinuas. A nivel distrital, se localiza en la vertiente este de la Cordillera Occidental; es una zona altoandina dominada por vertiente montañosa y colina moderadamente empinada (Vsl-d), como vertiente montañosa y colina empinada a escarpada (Vsle). Conjuntamente, es una zona mesoandina pues presenta vertiente allanada (Vsa-b) y montañosa de empinada a escarpada (Vs2-e). El Centro Poblado Urbano Pampachiri se sitúa en una vertiente allanada formada mayormente por acumulación coluvio-aluvial.

## Población
La composición del territorio según área de residencia se distribuye en una población urbana total de 690 habitantes y una población rural de 1 788 habitantes (870 hombres y 918 mujeres); se debe agregar que la población económicamente activa (PEA) es de 29.38%, se dedican principalmente a las actividades primarias de extracción: agricultura, ganadería, caza y silvicultura, así como a la manufactura y comercio por menor (INEI, 2007). El Centro Poblado Pampachiri es predominantemente urbano, domina el mayor número de habitantes debido al comercio dinámico de carácter local y el desarrollo de principales servicios básicos.

## Lugares Turísticos[5]
- Chicha Qasa

- Tukupa Waqanan
- Iglesiachayoq
- Charanqochayoq
- Cerro Pancula

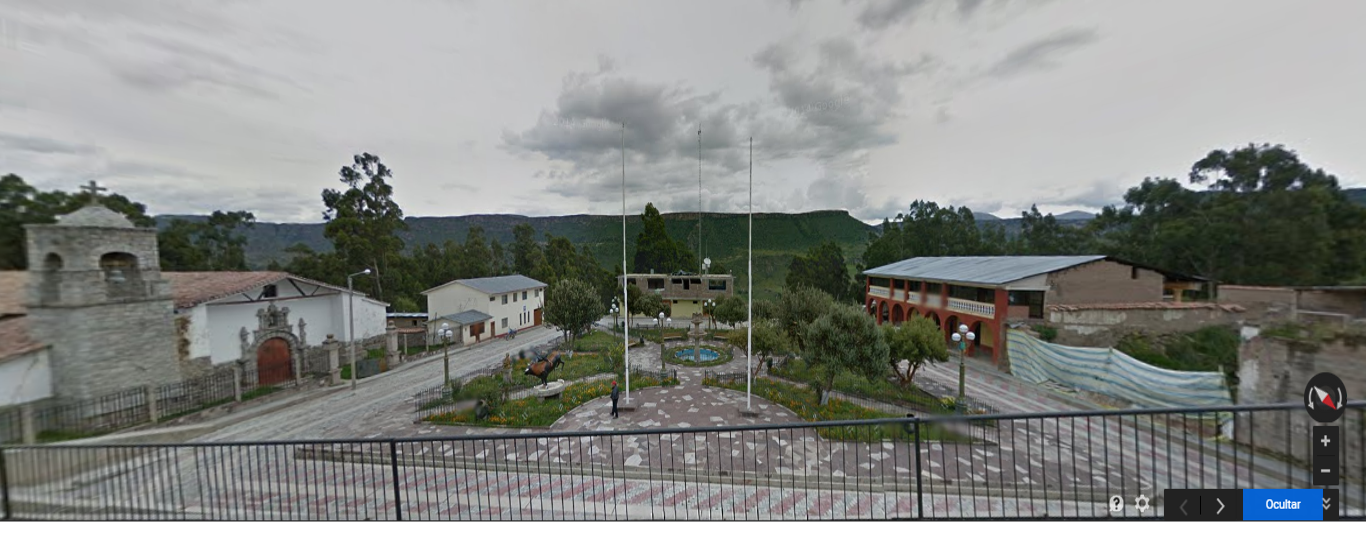
Plaza de Armas, Pampachiri

- Bosque de Piedras o pampa de pabellones
- Casa de los Pitufos
- Laguna-de-Roqrosqa
- Restos arqueológicos Casamarka o kasamarca
- Iglesia colonial de Pampachiri
- Cascada de Pumachaca
- Cascada Qori paqcha
- Cascada Paqcha pata

## Platos Típicos
1. Cuy chactado
2. Caldo olluco
3. Trucha frita

## Superficie
El distrito tiene un área de 602,5 km².

## Autoridades

### Municipales
- 2019-2022 
  - Alcalde: Frith Antonio Sotelo Vargas
- 2015-2018
  - Alcalde: Waver Rodríguez Capcha, del UPP.
  - Regidores: Odon Chuquimajo Chuquimajo (UPP), Cristóbal Atequipa Llachua (UPP), Fredy Choccare Calle (UPP),Tarcila Aguilar Flores (UPP), Félix Antonio Cordova (Kallpa).
- 2010-2014
  - Alcalde: Fermín Metodio Osorio Huayhuas
- 2007-2010
  - Wilfredo Cirilo Chipana Fernández.

## Sitios turísticos Populares

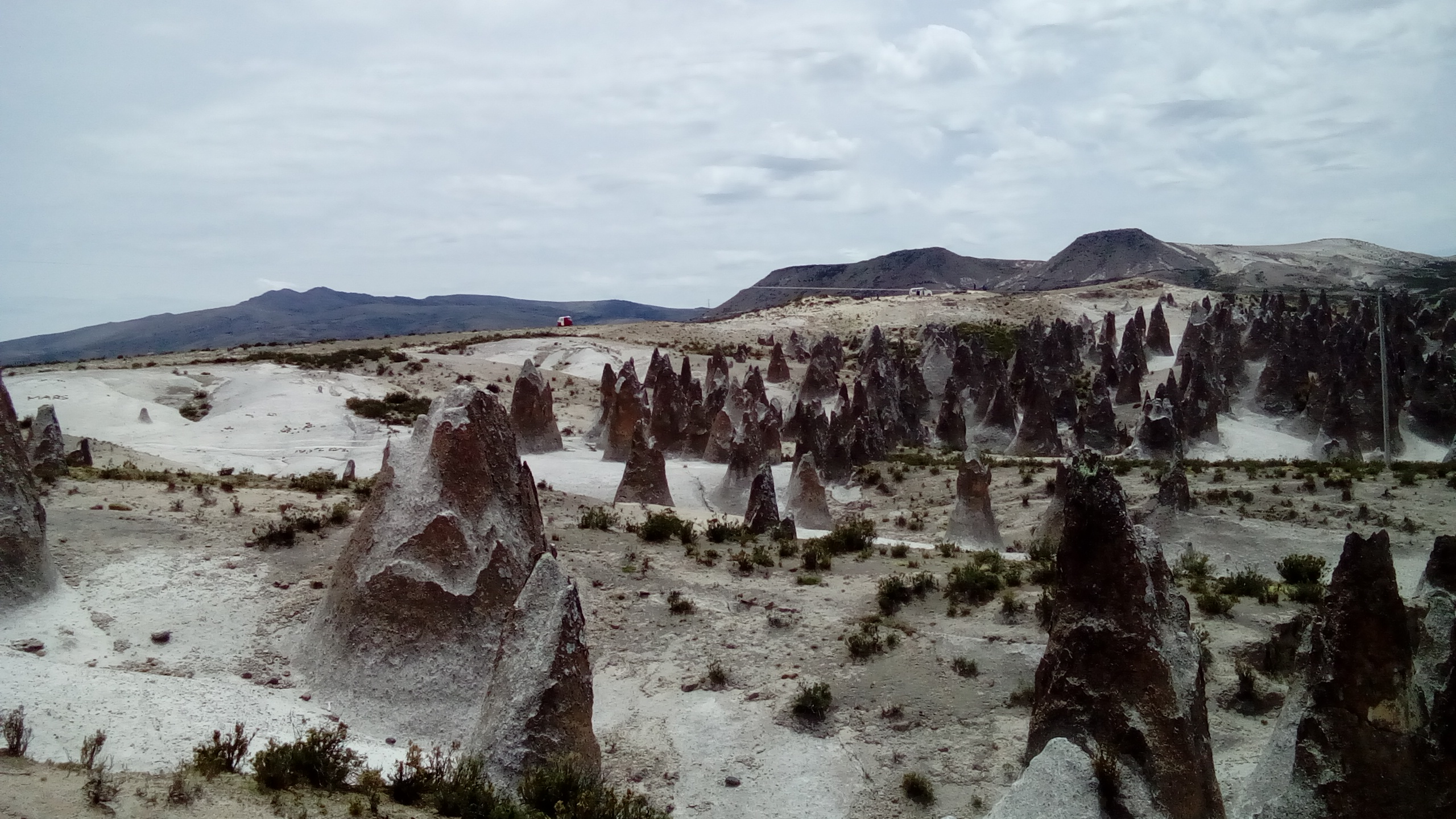
Bosque de piedras de pampachiri

En la provincia de Andahuaylas, del departamento de Apurímac, se ubica uno de los distritos más turísticos en el país: Pampachiri. Es un nombre en quechua que significa “pampa fría” y se trata de un pueblo con innumerables tradiciones históricas, rico en cultura y atractivos naturales. Uno de ellos es el que más llama la atención de los aventureros, nada menos que el bosque de piedras de Pampachiri, un destino que también alberga a “La casa de los pitufos” o también llamada “Aldea de los duendes andinos”.

### Bosque de piedras, Pampachiri.
Pampachiri es el destino ideal si eres el tipo de turista que disfruta conectarse con la naturaleza. El paisaje es típico de la sierra peruana, el cual se puede apreciar desde lo alto del cerro cercano Páncula. Divisarás animales como llamas y ovejas divagando por el lugar, la mayoría de ellos pertenecientes a los pastores de la zona. Además, también puedes caminar hasta la laguna azul de Pacucha, a 3200 metros sobre el nivel del mar y solo a media hora de distancia. Otro plus es que por la noche se pueden tomar unas fotos espectaculares de las piedras, las cuales parecerán sacadas de otro planeta.
Esta zona es la primera parte del bosque de piedras. El recorrido dura unos 20 minutos y no presenta dificultad alguna para quienes no tienen mucha experiencia en senderismo. El camino está muy bien señalizado y antes de llegar a este sector verás una piedra grande pintada de blanco y con la frase “Casa de los pitufos”. Una vez allí, lo primero que se te vendrá a la mente es alguno de los capítulos de la famosa serie animada. Algunas tienen de 6 a 7 metros de altura. Otras rocas llegan hasta los 10 metros.
También son usadas como almacenes para guardar el alimento para los ganados, pues toda esta zona está dedicada a la crianza de ovejas y cerdos. Después de este sector, la ruta de trekking continúa hasta las otras formaciones rocosas que conforman el bosque. Dependiendo de la velocidad del grupo, el recorrido puede demorar entre 50 y 100 minutos. El objetivo será divisar finalmente todas las figuras que forman las rocas en este bosque, durante un paseo que puede durar más de 3 horas. Hay algunas piedras de formas cónicas de unos 5 metros de altura, las cuales forman el paisaje perfecto para sentarse a meditar. Eso sí, ten cuidado con el suelo porque es un poco resbaloso. Para eso te recomendamos llevar zapatillas antideslizantes, especiales para el senderismo.

## Formas de acceso[5]
- Vía Terrestre

| Ruta                     | Descripción | Tiempo |
| ------------------------ | --- | ------ |
| Lima - Pampachiri        | Tomar desvío en el km 247 hacia Pampachiri, desde este punto son un total de 85 km hasta el pueblo de Pampachiri, vía asfaltada.                      | 15h.   |
| Cusco - Pampachiri       | Por la carretera interoceánica, desde el terminal tomar los buses que viajan a Abancay (4 horas de viaje) finalmente tres horas más hacia Pampachiri. | 7h.    |
| Andahuaylas - Pampachiri | Distancia 111 km | 3h     |

- Vía Aérea:

| Ruta              | Descripción |
| ----------------- | --- |
| Lima - Andahuylas | Vuelos directos desde S/.264, luego seguir por carretera el tramo Andahuaylas-Pampachiri (3 horas). El costo promedio desde 450 soles ida y vuelta. |

## Festividades
- Febrero: Carnavales.
- Abril: Semana Santa.
- 21 de junio: Aniversario.
- 24 de junio: San Juan.
- 16 de julio: Virgen del Carmen.
- 25, 27 y 28 de julio: Patrón Santiago, Santa Ana, San Cristóbal.
- 30 de agosto: Santa Rosa.